# Région de Furiani et monte Canarinco
Région de Furiani et monte Canarinco este o arie protejată (sit de importanță comunitară — SCI) din Franța întinsă pe o suprafață de 2 ha, integral pe uscat.

## Localizare
Centrul sitului Région de Furiani et monte Canarinco este situat la coordonatele 42°39′54″N 9°25′06″E / 42.665°N 9.41833°E.

## Înființare
Situl Région de Furiani et monte Canarinco a fost declarat arie specială de conservare în baza directivei 92/43 din 1992 referitoare la conservarea habitatelor naturale și a faunei și florei sălbatice pentru a proteja 6 specii de animale.

## Biodiversitate
Situată în ecoregiunea mediteraneană, aria protejată nu include niciun habitat protejat.
La baza desemnării sitului se află mai multe specii protejate:
- amfibieni (1): Discoglossus sardus
- mamifere (5): liliac cu aripi lungi (Miniopterus schreibersii), liliac cu picioare lungi (Myotis capaccinii), liliacul mediteranean cu potcoavă (Rhinolophus euryale), liliacul mare cu potcoavă (Rhinolophus ferrumequinum), liliacul mic cu potcoavă (Rhinolophus hipposideros)

Pe lângă speciile protejate, pe teritoriul sitului au mai fost identificate 1 specie de mamifere.